# Jacques Cathelineau

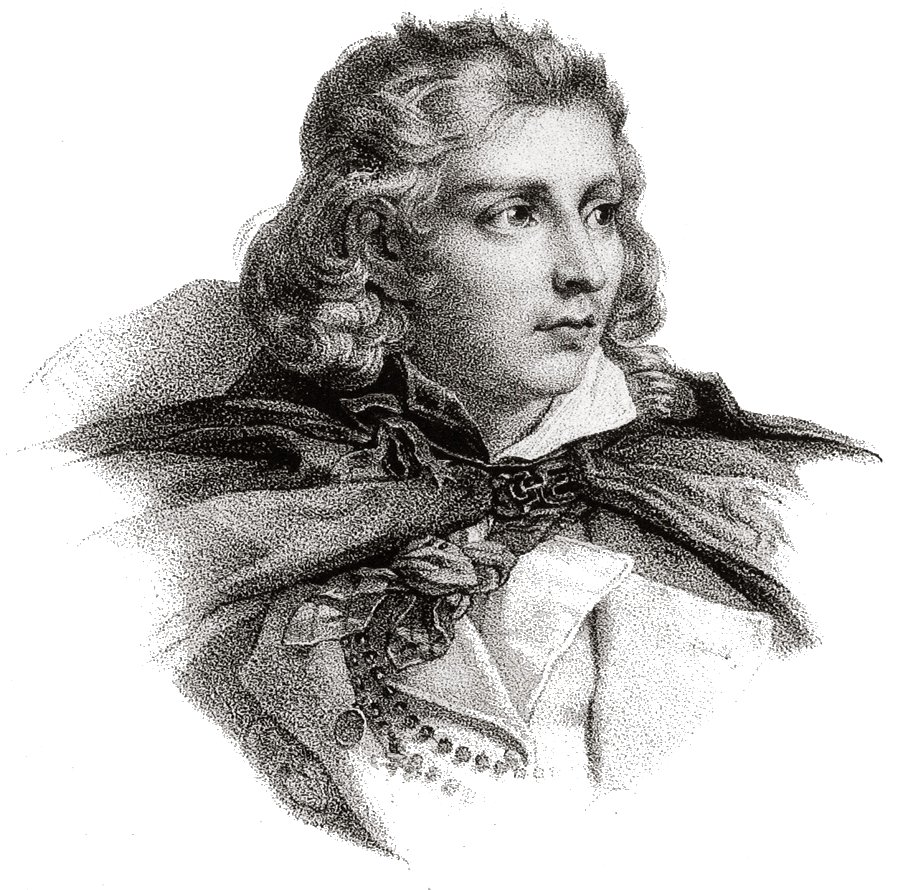
Jacques Cathelineau

Jacques Cathelineau (* 5. Januar 1759 in Le Pin-en-Mauges, heute im Département Maine-et-Loire; † 11. Juli 1793 in Saint-Florent-le-Vieil) war einer der Anführer der  Armée catholique et royale de Vendée in der Zeit des dortigen Aufstandes während der Französischen Revolution.

## Leben
Zu Beginn der Französischen Revolution war Cathelineau ein hausierender Wollhändler. Nach der vom Nationalkonvent angeordneten Aushebung von Truppen am 10. März 1793 kam es bei Saint-Florent zu Streitigkeiten zwischen Royalisten und republikanisch gesinnten Bürgern. Cathelineau rief dabei die jungen Mannschaften zum Widerstand auf und verjagte mit ihrer Hilfe die Besatzung aus der Ortschaft Jallais. Kurze Zeit später griff dieser Aufstand  auch auf andere Kreise der Bevölkerung über. Cathelineau hielt sich jedoch nicht für befähigt, die Führung zu übernehmen und stellte sich unter den Befehl von Charles de Bonchamps und Maurice Joseph Louis Gigost d’Elbée.
Ab März 1793 befehligte er ein ihm unterstelltes Truppenkontingent und erzielte Erfolge bei Jallais, Chemillé und Cholet
Nach der Einnahme von Saumur am 13. Juni 1793 wurde Cathelineau, der unter den Landsleuten äußerst beliebt war, zum Obergeneral gewählt. Sofort beschloss er einen entscheidenden Angriff auf Nantes. An der Spitze einer 80.000 Mann starken Armee mit weiteren 30.000 Mann aus Poitou setzte er sich gegen die Stadt in Bewegung. Der Angriff endete am 29. Juni mit der Auflösung der Vendéer. 

Cathelineau-Denkmal in Le Pin-en-Mauges im Jahr 1897 (Abb. aus L’Illustration vom 3. April 1897)

Cathelineau wurde bei den Gefechten tödlich verwundet und nach Saint-Florent gebracht. Dort starb er am 11. Juli an den Folgen seiner Verletzungen.

## Denkmal
1827 errichtete ihm seine Heimatgemeinde ein Denkmal, das die Julimonarchie bereits 1832 wieder abreißen ließ. Als dieses anlässlich der hundertsten Wiederkehr seines Todestages erneut errichtet wurde, wehrte sich sein von dem Procedere indignierter direkter Nachkomme Xavier Cathelineau gegen das auf seinem Grund und Boden errichtete Monument und ließ die Statue mit einem Holzgerüst verkleiden. Das heute sichtbare Denkmal zeigt Cathelineau mit einem Schwert in der herabhängenden rechten Hand; die emporgestreckte linke hält ein Kreuz, auf welches sein Blick gerichtet ist.

## Heiligsprechung
Es mag seltsam anmuten, dass im ausgehenden 19. Jahrhundert ein Prozess der Kanonisierung Cathelineaus, dem man – wegen seiner Frömmigkeit und seines unermüdlichen Eintretens für die katholische Sache sowie für die Rückkehr der eidverweigernden Priester – auch den Beinamen Le Saint d’Anjou gab, eingeleitet wurde. Da jedoch bei einem Bombenangriff auf Angers (1944) und dem anschließenden Brand des erzbischöflichen Archivs beinahe sämtliche Dokumente zerstört wurden, wurde dieser Prozess nicht weiter betrieben. Einige Leute seiner Heimatstadt und der näheren Umgebung beten aber zu ihm wie zu einem Heiligen.